# Ли Дон Хён
Ли Дон Хён (кор. 이동현; род. 21 ноября 1996, Чхунчхон) — южнокорейский кёрлингист.
В составе мужской сборной Республики Корея бронзовый призёр Тихоокеанско-азиатского чемпионата 2018, участник чемпионата мира 2019, зимней Универсиады 2019.
Играет в основном на позициях второго и первого.

## Достижения
- Тихоокеанско-азиатский чемпионат по кёрлингу: бронза (2018).
- Чемпионат Республики Корея по кёрлингу среди мужчин: серебро (2020).

## Команды
| Сезон   | Четвёртый     | Третий        | Второй       | Первый        | Запасной                        | Турниры             |
| ------- | ------------- | ------------- | ------------ | ------------- | ------------------------------- | ------------------- |
| 2015—16 | Kim Minu      | Ли Джон Джэ   | Ли Дон Хён   | Чон Бён Джин  | Kim Hakgyun                     | ЧРКМ 2016 (4 место) |
| 2016—17 | Ким Мин У     | Ли Джон Джэ   | Ли Дон Хён   | Чон Бён Джин  |                                 |                     |
| 2017—18 | Хван Хён Джун | Чон Бён Джин  | Ли Дон Хён   | Choi Dawun    | Lee Jaebeom тренер: Ли Джэ Хо   | ЧМЮ 2018 (9 место)  |
| 2018—19 | Ким Су Хёк    | Чон Бён Джин  | Ли Джон Джэ  | Ли Дон Хён    | Хван Хён Джун тренер: Ли Джэ Хо | ТАЧ 2018            |
| 2018—19 | Ли Джон Джэ   | Хван Хён Джун | Чон Бён Джин | Ли Дон Хён    | тренер: Ли Джэ Хо               | ЗУ 2019 (7 место)   |
| 2018—19 | Ким Су Хёк    | Ли Джон Джэ   | Чон Бён Джин | Хван Хён Джун | Ли Дон Хён тренер: Ли Джэ Хо    | ЧМ 2019 (13 место)  |
| 2019—20 | Ким Су Хёк    | Ли Джон Джэ   | Чон Бён Джин | Хван Хён Джун | Ли Дон Хён                      | ЧРКМ 2020           |

(скипы выделены полужирным шрифтом)

## Частная жизнь
Начал заниматься кёрлингом в 2006 году, в возрасте 10 лет.
Не женат. Проживает в городе Кёнгидо.